# Palazzo Compagni

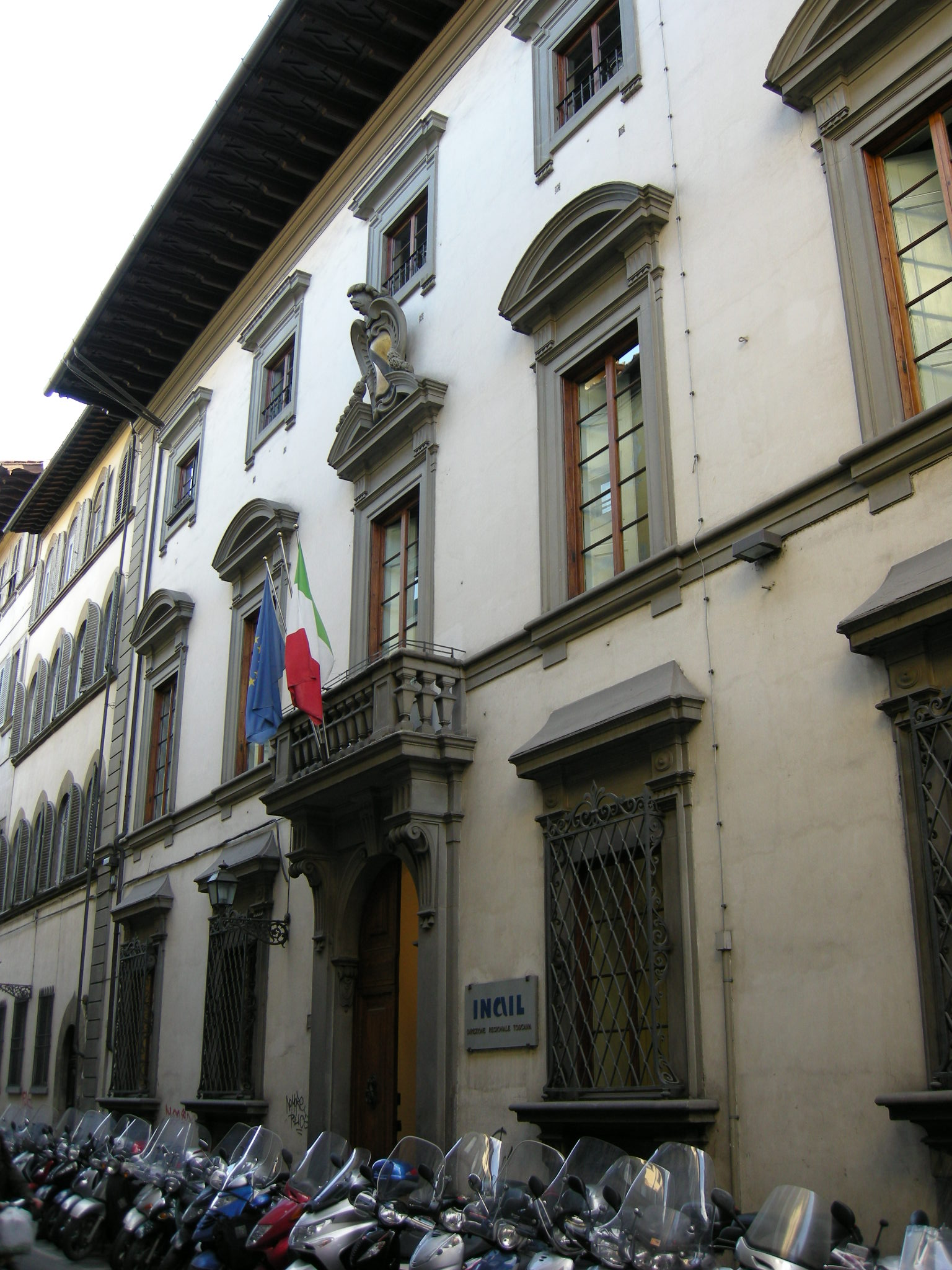
Palazzo Compagni

Le palais Compagni (« Palazzo Compagni » en Italien), parfois appelé Palazzo Cresci, est un immeuble de la via Bufalini à Florence.

## Histoire
À l'origine du palais Compagni, il y a la famille Cresci, originaire de Montereggi, arrivée à Florence à la fin du XIIIe siècle et qui fait construire une tour dans la via Bufalini, à l'époque appelée via di Santo Gilio. Grâce à la production de laine, la famille Cresci s'enrichit et obtient de nombreuses charges politiques. Au milieu du XIVe siècle , ils remplacent la tour par un grand palais.
En 1529, un membre de la famille est accusé de fraude et de trahison contre la république de Florence ; une phase de déclin de la famille commence. Le palais passe aux mains de la famille Libri, puis aux Alessandrini, aux Marzi-Medici et finalement, au milieu du XVIIIe siècle, il devient propriété du sénateur Braccio Compagni, descendant du chroniqueur Dino Compagni.
Le palais est restructuré par Zanobi del Rossi au XVIIIe siècle qui lui confère son état actuel.
Il devient ensuite propriété du riche britannique Sir Francis Joseph Sloane, propriétaire de la villa Medicea di Careggi et à l'origine de la nouvelle façade de la basilique Santa Croce. La famille Bouterline, la Banca Immobiliaire, la Banque commerciale italienne et la famille Pinucci en sont successivement les propriétaires.
En 1929, la Caisse nationale rachète le palais et charge l'ingénieur Vittorio Tognetti d'exécuter des travaux. Le palais Compagni devient alors le siège de l'Inail à Florence. Endommagé durant la Seconde Guerre mondiale, il est restauré à plusieurs reprises jusqu'en 1970.

## Architecture externe
Le rez-de-chaussée présente quatre finestre inginocchiate avec au centre un portail surmonté d'un balcon. Aux étages supérieurs les fenêtres sont surmontées de frontons  circulaires  tandis qu'au dernier étage sont présents des chambranles baroques. Les éléments de décoration, typiques du style florentin, sont en pietra serena et ressortent sur le fond blanc. L'écusson de la famille Compagnie se trouve au centre de la façade tandis que sur l'angle à droite est encore présent un petit écusson de la famille Cresci.

## Intérieur

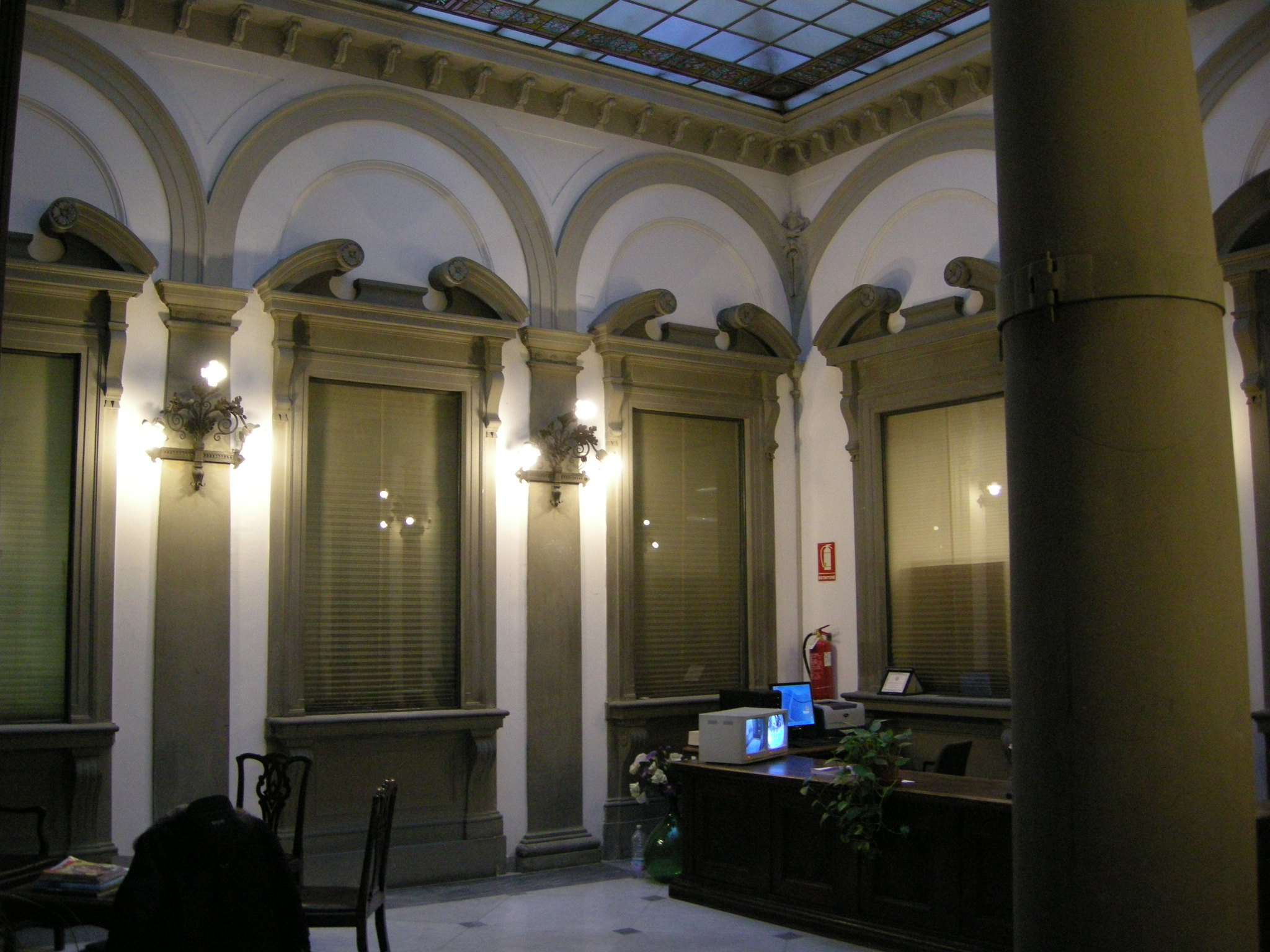
L'atrium intérieur aux frontons à arc brisés.

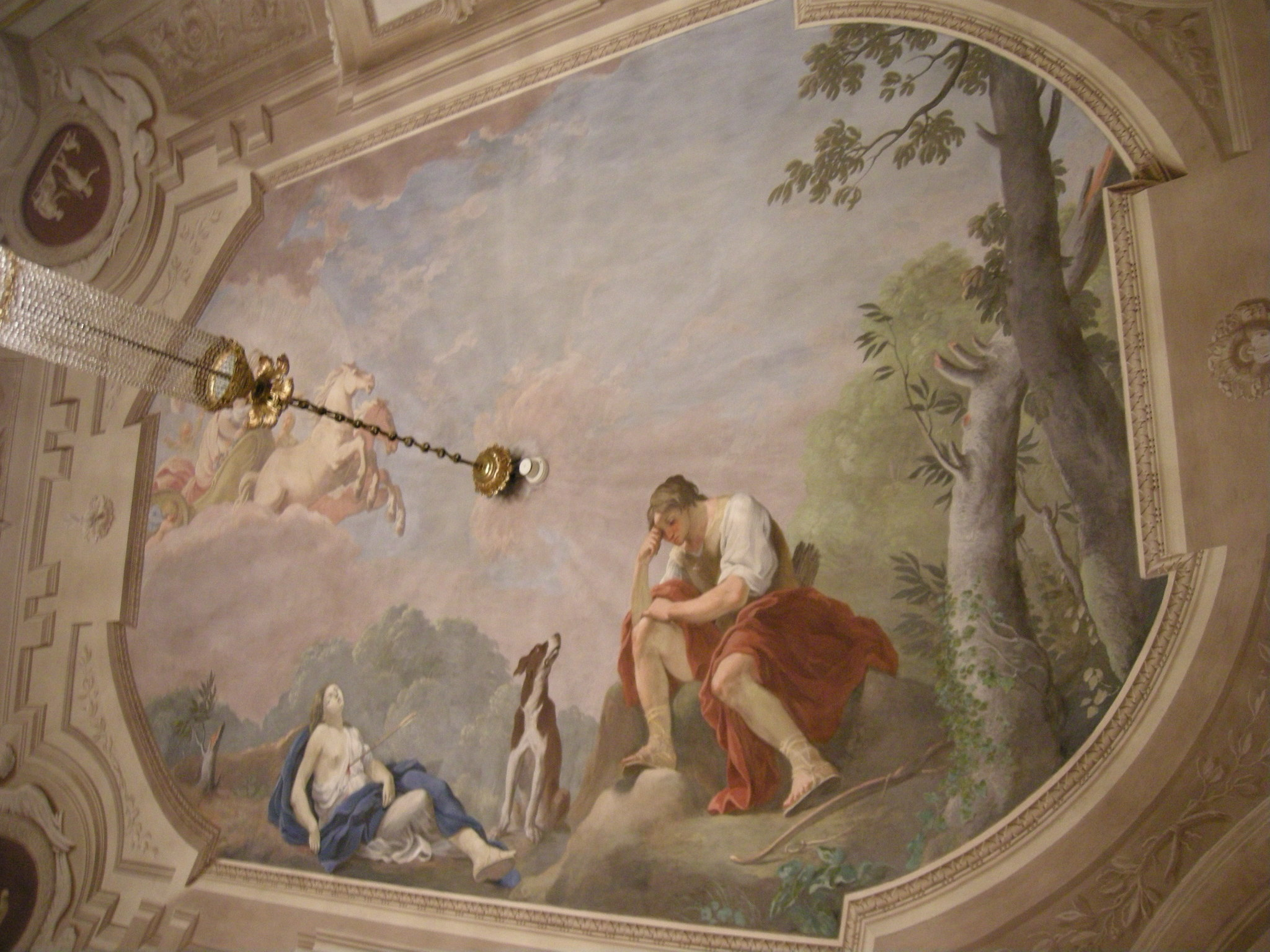
Fresques dans le hall de Mullet

Le palais, malgré les nombreux changements de propriétaires, est un des rares palais florentins à avoir conservé en l'état son mobilier (essentiellement en style empire) et ses décorations notamment les fresques, les cheminées sculptées et les stucs.
De la porte principale, on accède à la cour intérieur de Zanobi del Rosso avec des loges sur les côtés sur lesquelles sont présentes diverses finestre inginocchiate en style baroque florentin ; initialement à ciel ouvert, la cour intérieure est aujourd'hui couverte par du verre coloré installé au début du XXe siècle  d'après un projet de Ulisse De Matteis qui a permis de faire de cet espace une conciergerie. Aux coins de la corniche sont présents divers masques sculptés.
Au rez-de-chaussée les deux salles sont ornées de stucs blancs, typiques du style imposé par l'arrivée à Florence des Frères Albertolli (uniquement de couleur blanche contrairement aux couleurs blanches et or du XVIe siècle), qui remontent à la deuxième moitié du XVIe siècle .
Au premier étage, on trouve le salon principal avec de riches stucs blancs, du mobilier doré et un grand lustre en verre de Murano. Deux peintures à caractère historique commandées par Sir Francis Joseph Sloane sont également présentes : Dino Compagni à l'intérieur du baptistère qui tente de faire faire la paix entre les Guelfes et les Gibelins du peintre Antonio Puccinelli et La Pose de la première pierre de la façade de la basilique de Sainte Croix en présence de Pie IX et de Vittorio Emanuele II attribué à l'école de Giuseppe Bezzuoli et qui célèbre le financement par Sir Francis Joseph Sloane de la nouvelle façade de la basilique de Florence. Le salon est également orné de stucs complexes commandés par la famille Compagni au XVIIIe siècle. Aux quatre coins de la pièce, on trouve quatre blasons célébrant les liens de la famille Compagni avec d'autres importantes familles de Florence au travers de divers mariages.
La salle verte est aujourd'hui le bureau du directeur régional de l'Inail de Florence et présente des fresques au plafond de Giuseppe Antonio Fabbrini illustrant des scènes de l'Orlando Furioso. Une signature présente au-dessus de la fenêtre date ces fresques de 1787.
Dans la salle rouge sont présentes d'autres fresques du peintre Giuseppe Antonio Fabbrini aidé par Tommaso Gherardini : au plafond une grande scène montre Céphale qui plaint la mort des prétendants de Pénélope et Eos rayonnante amoureuse du jeune berger. Une cheminée avec des détails de style empire est décorée par du carrelage de la manufacture Ginori présentant des papillons tous différents.

## Galerie

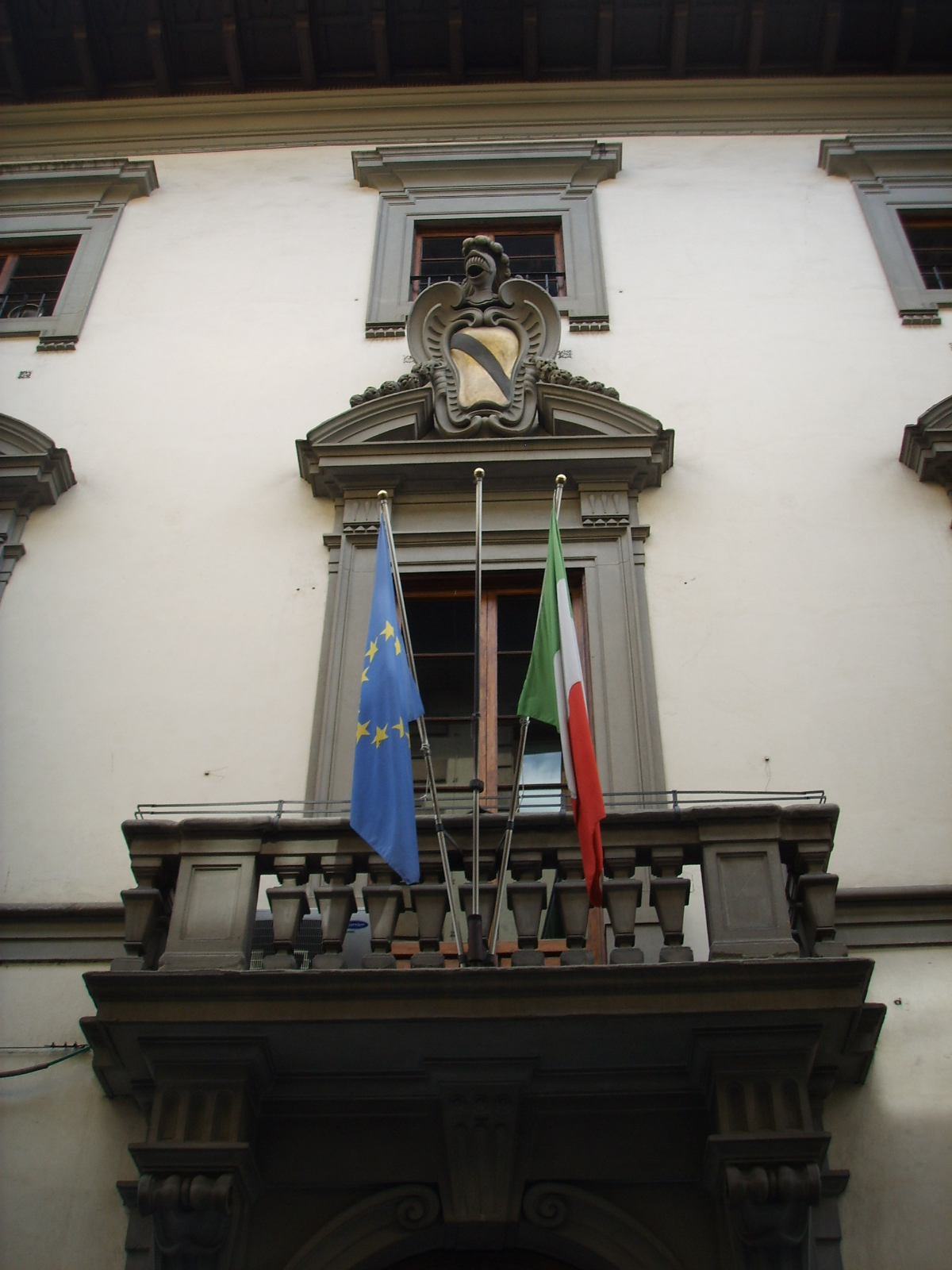
Le balcon et ses armoiries.
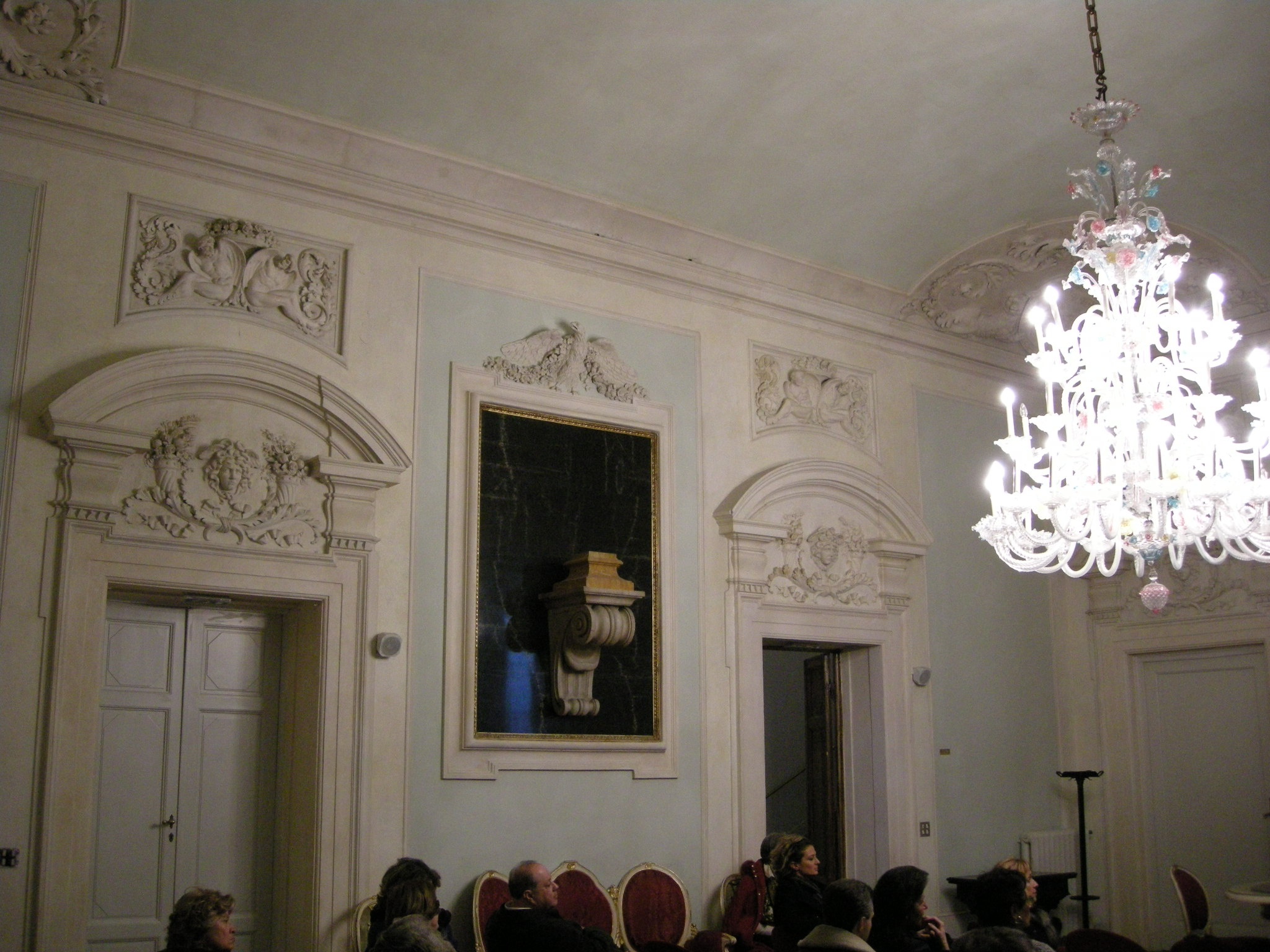
Le salon
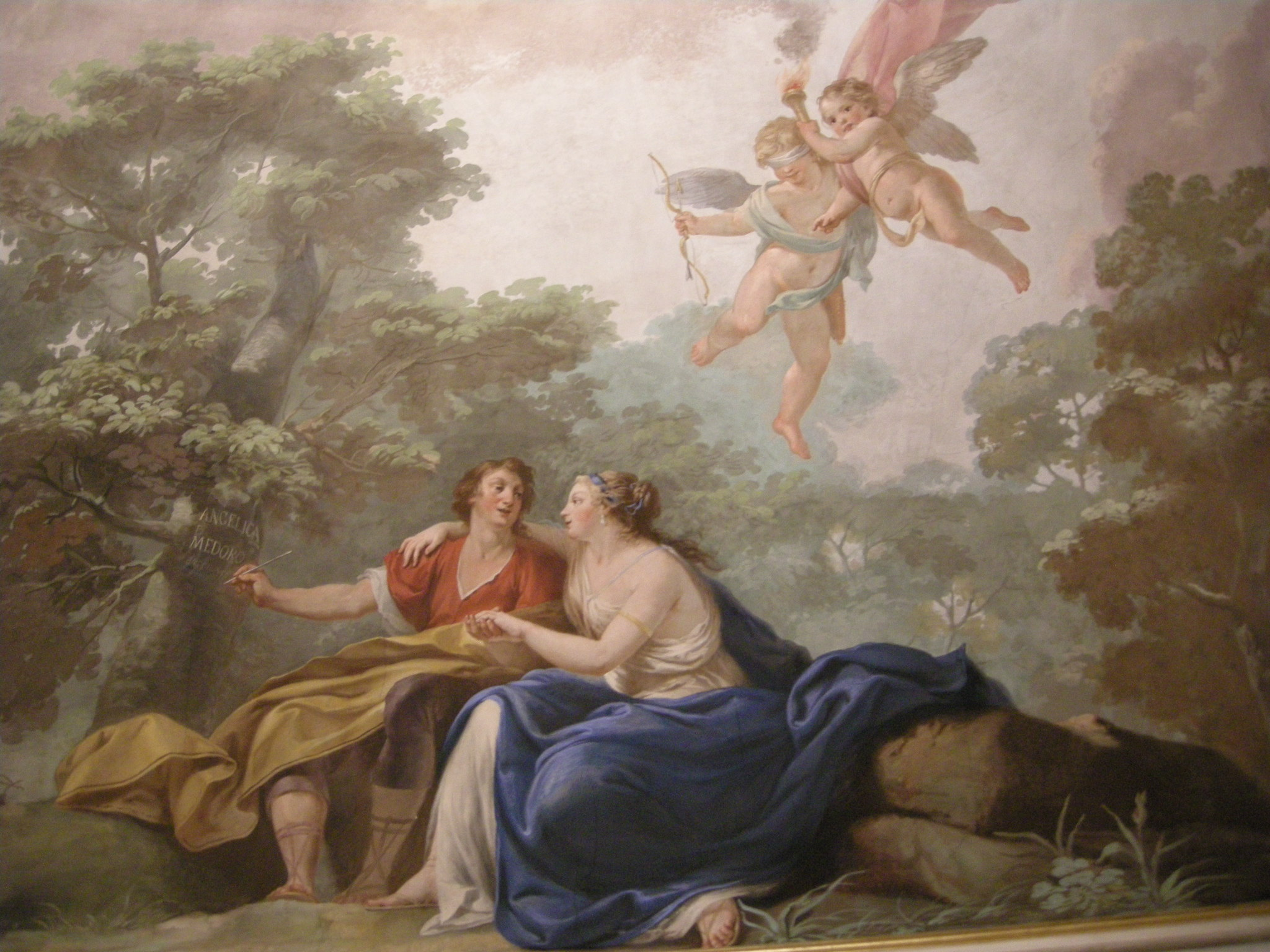
Scène de l'Orlando Furioso
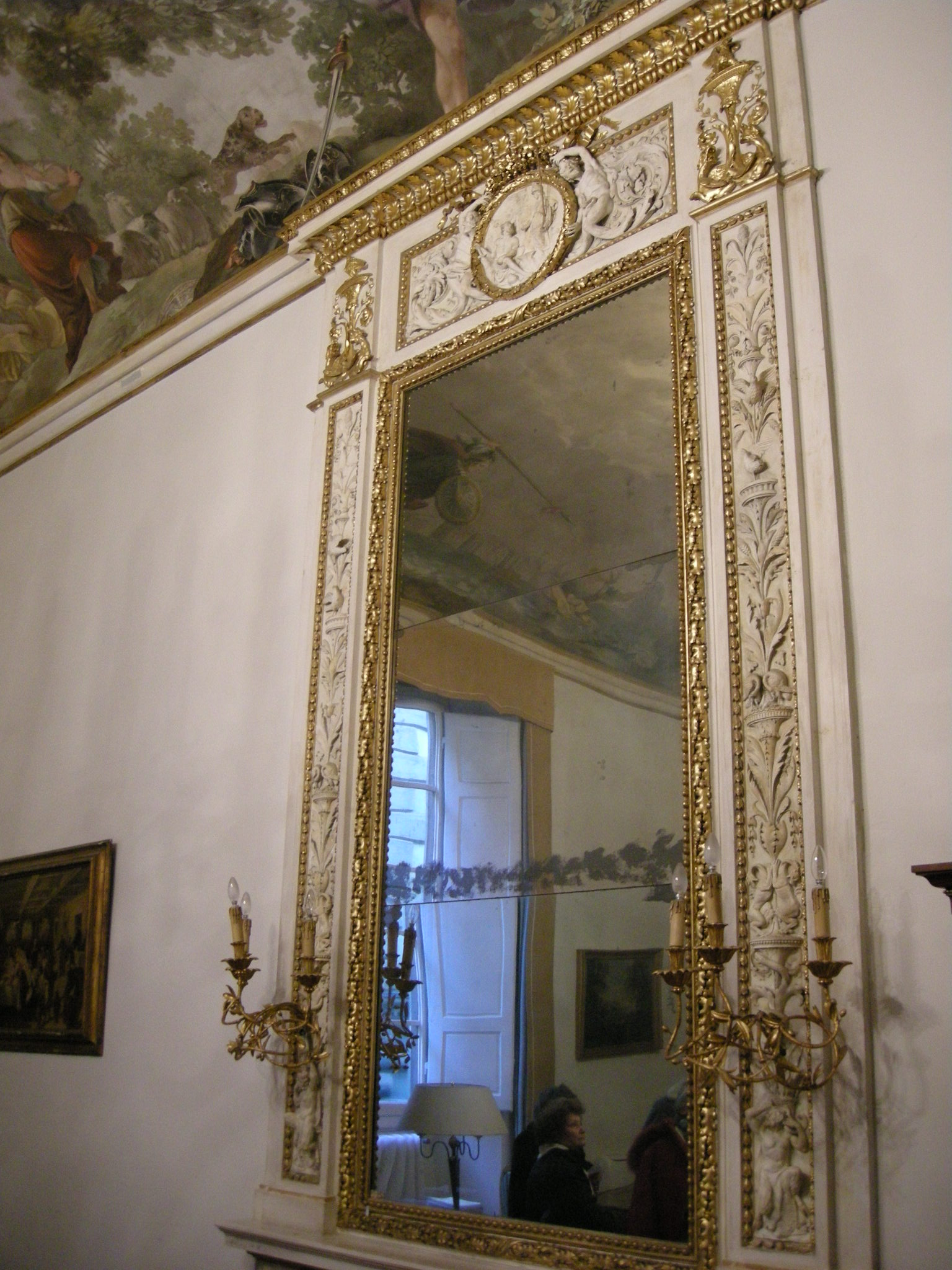
Miroir orné de stuc